# Egoitz García
Egoitz García Etxegibel (Atxondo, 31 marzo 1986) è un ex ciclista su strada spagnolo, attivo in formazioni UCI dal 2010 al 2017 e vincitore della Parigi-Corrèze 2012.

## Palmarès
- 2004 (Juniores)

1ª tappa Ronde des Maquis (cronometro)
- 2007 (Seguros Bilbao)

1ª tappa Vuelta Ciclista a Valladolid (Valladolid > Valladolid)
- 2008 (Seguros Bilbao)

Circuito Sollube
- 2009 (ECP Continental Pro)

Gran Premio Macario
- 2012 (Cofidis Crédit en Ligne, una vittoria)

Classifica generale Parigi-Corrèze

## Piazzamenti

### Grandi Giri
- Tour de France

2013: 115º
2014: ritirato (9ª tappa)
- Vuelta a España

2012: 101º

### Classiche monumento
- Parigi-Roubaix

2012: ritirato
2013: ritirato
2014: 82º
- Giro delle Fiandre

2014: 73º

### Competizioni mondiali
- Campionati del mondo su strada

Verona 2004 - Cronometro Junior: 43º
Verona 2004 - In linea Junior: 80º
Valkenburg 2012 - Cronosquadre: 21º

### Competizioni europee
- Campionati europei

Stresa 2008 - Cronometro Under-23: 48º